# Reinsfeld
Reinsfeld (im lokalen moselfränkischen Dialekt: Räänzelt) ist eine Ortsgemeinde im Landkreis Trier-Saarburg in Rheinland-Pfalz. Sie gehört der Verbandsgemeinde Hermeskeil an. Reinsfeld ist ein staatlich anerkannter Erholungsort.

## Geographie
Reinsfeld liegt im Naturpark Saar-Hunsrück am Fuße des Rösterkopfes (708,1 m ü. NHN).
Zur Gemeinde gehören auch die Wohnplätze Azur-Campingpark, Bahnhof Pölert (an der ehem. Hunsrückquerbahn), Birkenhof, Eichhof, Felsenmühle, Industriegebiet Völkersheide, Lindenhof und Meisbrück.
Nachbargemeinden sind Beuren (Hochwald), Hinzert-Pölert, Rascheid, Hermeskeil, Gusenburg, Grimburg, Kell am See und Osburg.

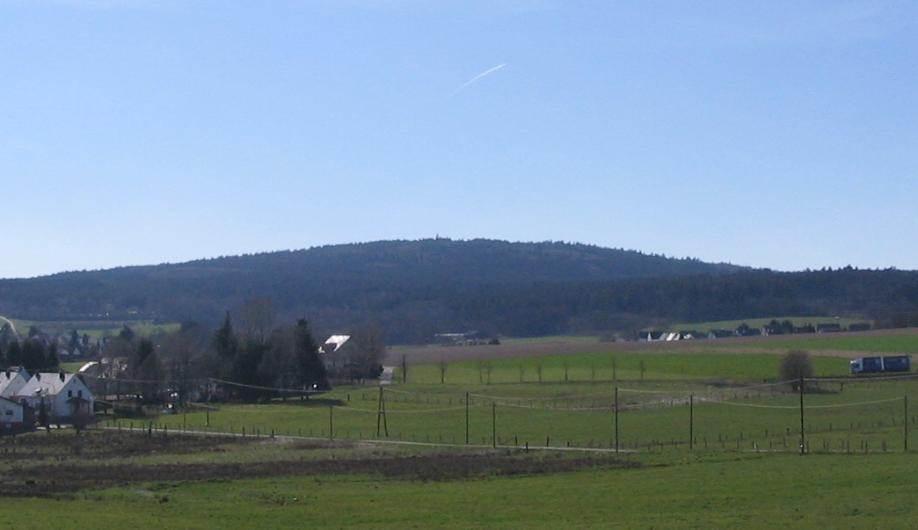
Rösterkopf bei Reinsfeld

### Klima
Der Jahresniederschlag beträgt 1115 mm.

## Geschichte

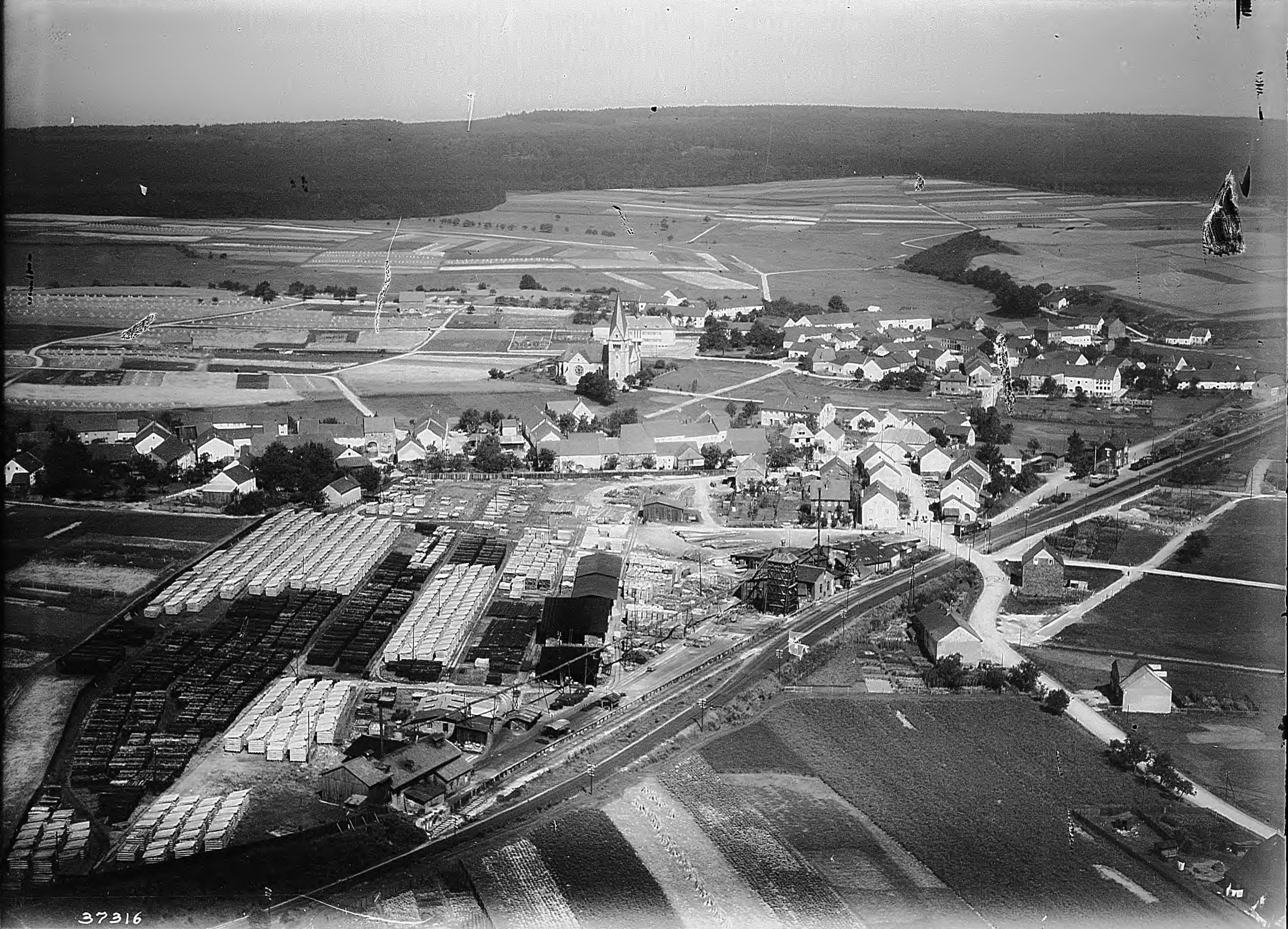
Reinsfeld im Jahr 1931

Die älteste Erwähnung des Ortes geht auf eine Abschrift oder Rekonstruktion einer verloren gegangenen Schenkungsurkunde des Trierer Erzbischofs Egbert von 981 zurück, die aus dem Jahr 1207 („Egbert-Fälschung“) stammt und über den Wechsel der Besitzungen des Kollegiatstifts St. Paulin zu Trier handelt. Darin wird „Reinonis campus“ als eine Siedlung genannt, die Erzbischof Hetti (814–847) bereits im 9. Jahrhundert aus seinem Privatbesitz („de suo indominicato subtrahendo“) dem Stift übertragen hatte. Wenn es sich bei dem Dokument von 1207 um eine Abschrift eines Originals handeln sollte, ist „Reinonis campus“ die ursprüngliche Bezeichnung des Ortes und lässt sich übersetzen als „das Feld des Reno oder Raino“. Wer Reno oder Raino war, ist unbekannt. Entstanden ist Reinsfeld möglicherweise um das Jahr 800. In verschiedenen Originalurkunden aus dem 12. und 13. Jahrhundert finden sich unterschiedliche Schreibweisen des Ortsnamens: „Reynsvelt“ (1190), „Reinsuelt“ und „renesuelt“ (1215), „Reinisvelt“ und „Reinesvelt“ (1252), „Reynsvelt“ (1298), später begegnen „Reinfelt“ (1330), „Reyntzfelt“ (1463), „Reinſsfeldt“, „reinsfeldt“ und „Rheinsfeld“ (1546), „Rainsfelt“ (1570), „Reinßfeldt“ (1625), „Rheinsfeldt“ (1668 und 1689), „Reinsfelt“ (1702), „rheinsfelt“ (1724), „Reinsfeldt“ (1739) und seit 1755 in der jetzigen Schreibweise.
Bis zum Ende des 18. Jahrhunderts gehörte Reinsfeld landesherrlich zum Kurfürstentum Trier und war dem Amt Grimburg zugeordnet. Innerhalb des Amtes war Reinsfeld Sitz eines Pflege genannten Verwaltungs- und Gerichtsbezirks, der auch die Funktion eines Hochgerichts hatte. Zur Pflege Reinsfeld gehörten die Zenten Bescheid, Beuren, Geisfeld, Gusenburg, Hermeskeil, Malborn, Nonnweiler, Pölert, Rascheid, Reinsfeld und Wadrill.
Nach der Besetzung des Linken Rheinufers durch französische Revolutionstruppen (1794) gehörte Reinsfeld von 1798 bis 1814 zum Kanton Hermeskeil im Saardepartement. Aufgrund der auf dem Wiener Kongress (1815) getroffenen Vereinbarungen kam die Region an das Königreich Preußen. Unter der preußischen Verwaltung war Reinsfeld der Bürgermeisterei Hermeskeil im Landkreis Trier im neu eingerichteten Regierungsbezirk Trier zugeordnet, der von 1822 an zur Rheinprovinz gehörte.
1889 wurde Reinsfeld mit dem Bau der Hochwaldbahn mit Trier und Hermeskeil verbunden. 1897 ermöglichte die Erweiterung der Hochwaldbahn mit der Strecke Hermeskeil-Türkismühle eine überregionale Anbindung. Nun war es für Männer, die in den Gruben und Hütten des Saargebietes arbeiteten, möglich wöchentlich nach Hause zu kommen. Dies war auch die Voraussetzung für die Holzverarbeitende Industrie: 1896 gründete Alexander von Hammerstein ein Zweigwerk. Das Holz des Osburger Hochwaldes taugte jedoch nur für Eisenbahnschwellen, so dass die Produktion ab 1911 allmählich auf Schwellen umgestellt wurde. So brachte der Bau der Hochwaldbahn den wirtschaftlichen und sozialen Aufschwung nach Reinsfeld. Am 11. Januar 1930 ereignete sich am Bahnhof ein Kesselzerknall, durch den eine Person schwer verletzt und einige Häuser beschädigt wurden.

### Bevölkerungsentwicklung
Die Entwicklung der Einwohnerzahl der Gemeinde Reinsfeld, die Werte von 1871 bis 1987 beruhen auf Volkszählungen:
| Reinsfeld: Einwohnerzahlen von 1815 bis 2023 | Reinsfeld: Einwohnerzahlen von 1815 bis 2023 | Reinsfeld: Einwohnerzahlen von 1815 bis 2023 | Reinsfeld: Einwohnerzahlen von 1815 bis 2023 | Reinsfeld: Einwohnerzahlen von 1815 bis 2023 |
| -------------------------------------------- | -------------------------------------------- | -------------------------------------------- | -------------------------------------------- | -------------------------------------------- |
| Jahr                                         |                                              |                                              |                                              | Einwohner                                    |
| 1815                                         | 1815                                         |                                              | 538                                          | 538                                          |
| 1835                                         | 1835                                         |                                              | 765                                          | 765                                          |
| 1871                                         | 1871                                         |                                              | 772                                          | 772                                          |
| 1905                                         | 1905                                         |                                              | 885                                          | 885                                          |
| 1939                                         | 1939                                         |                                              | 1.540                                        | 1.540                                        |
| 1950                                         | 1950                                         |                                              | 1.615                                        | 1.615                                        |
| 1961                                         | 1961                                         |                                              | 1.880                                        | 1.880                                        |
| 1970                                         | 1970                                         |                                              | 2.050                                        | 2.050                                        |
| 1987                                         | 1987                                         |                                              | 2.041                                        | 2.041                                        |
| 1997                                         | 1997                                         |                                              | 2.150                                        | 2.150                                        |
| 2005                                         | 2005                                         |                                              | 2.300                                        | 2.300                                        |
| 2011                                         | 2011                                         |                                              | 2.324                                        | 2.324                                        |
| 2017                                         | 2017                                         |                                              | 2.344                                        | 2.344                                        |
| 2023                                         | 2023                                         |                                              | 2.517                                        | 2.517                                        |
|                                              |                                              |                                              |                                              |                                              |

## Kirchengeschichte
Die Bevölkerung war ursprünglich fast durchgehend katholisch. Seit dem Mittelalter ist Reinsfeld Pfarrort; zwar wurde Reinfeld erstmals erst 1330 als selbständige Pfarrei bezeichnet, für frühere Jahrhunderte wird jedoch keine Abhängigkeit von einer anderen Pfarrei erwähnt. Standort der ersten drei Kirchen (spätfränkisches Gebäude vermutlich um 800; romanische Kirche ca. 1200–1765 [Turm bis 1907]; schlichte Barockkirche 1765–1909) war der heute nordöstliche Ortsrand. Die heutige vierte, neoromanische Kirche wurde in einem Sumpfgelände zwischen dem nördlichen und südlichen Dorfteil unter Pfr. August Doerner erbaut. Kirchenpatron ist Bischof Remigius von Reims (ca. 436–533), der den merowingischen Frankenkönig Chlodwig I. (466–511) taufte und damit die Grundlage für das römische Christentum im Frankenreich schuf; darauf spielt das Chrisamgefäß im Wappenschild der Gemeinde an.
Die älteste Glocke der Region ist die Pestglocke von 1363 mit der Inschrift: ORAS PREDICO, PESTES FUGO, [F]UNERA DICO. ANNO DOMINI MCCLXIII Die Stunden sage ich an, die Pest vertreibe ich, den Tod melde ich. Im Jahre des Herrn 1363.
Eine Attraktion in Reinsfeld sind jedes Jahr im Herbst die von Angehörigen der katholischen Pfarrgemeinde St. Remigius aus Körnern, Samen und Blütenblättern gefertigten „Erntedankteppiche“ von etwa zwei Metern Durchmesser, die immer neue Themen aus der Bibel oder der christlichen Tradition zeigen. Den Darstellungen liegen sowohl traditionelle Motive als auch Werke zeitgenössischer Künstlerinnen zugrunde.

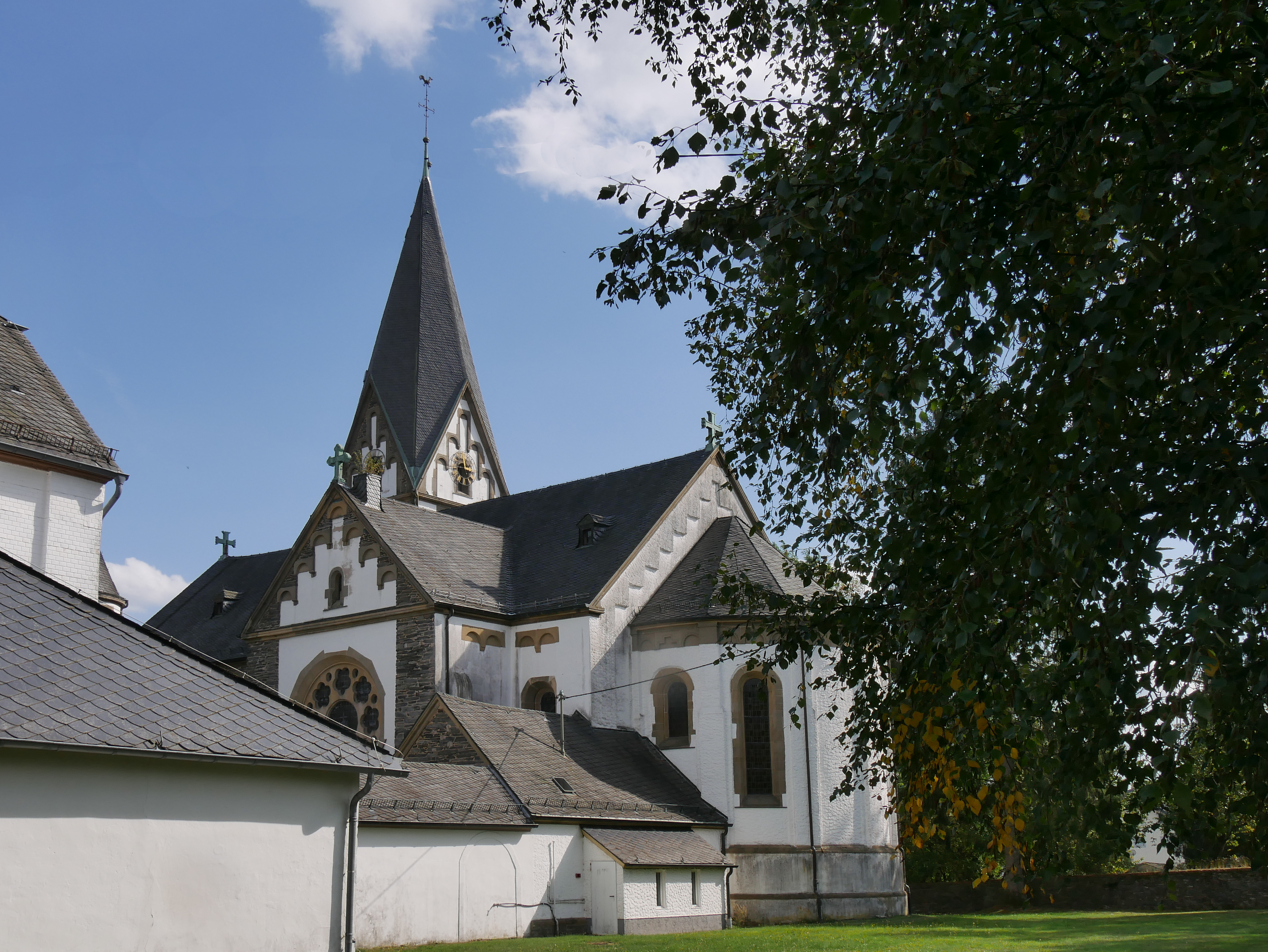
Kath. Pfarrkirche St. Remigius
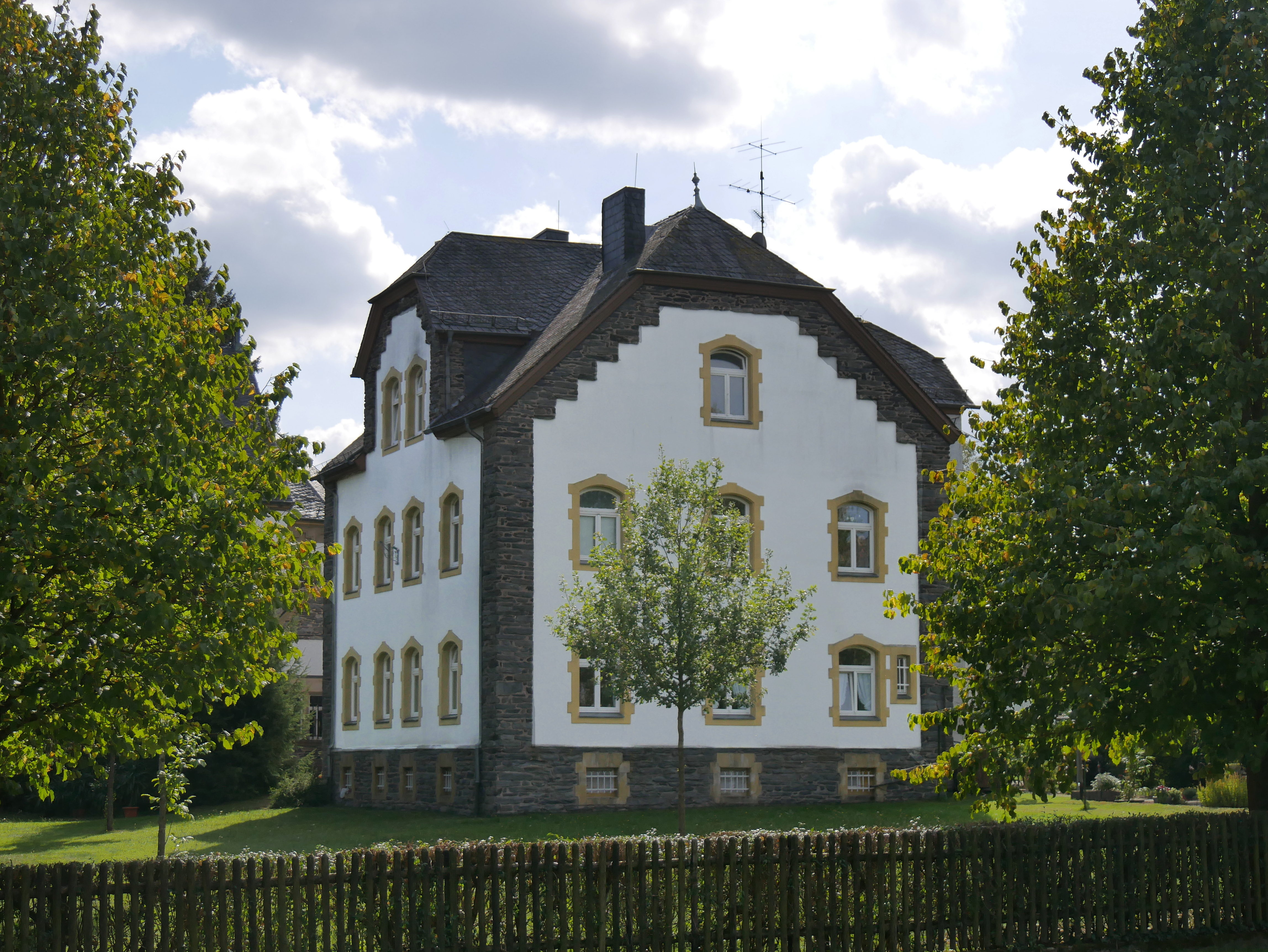
Pfarrhaus

## Politik

### Gemeinderat
Der Ortsgemeinderat in Reinsfeld besteht aus 20 Ratsmitgliedern, die bei der Kommunalwahl am 9. Juni 2024 in einer personalisierten Verhältniswahl gewählt wurden, und dem ehrenamtlichen Ortsbürgermeister als Vorsitzendem.
Die Sitzverteilung im Ortsgemeinderat:
| Wahl | SPD | CDU | OWL | Gesamt   |
| ---- | --- | --- | --- | -------- |
| 2024 | 4   | 8   | 8   | 20 Sitze |
| 2019 | 5   | 5   | 6   | 16 Sitze |
| 2014 | 7   | 4   | 5   | 16 Sitze |
| 2009 | 6   | 4   | 6   | 16 Sitze |
| 2004 | 7   | 5   | 4   | 16 Sitze |

- OWL = Offene Wählerliste-Port e. V.

### Ortsbürgermeister
Guido Friske (OWL Port) wurde am 11. Juli 2024 Ortsbürgermeister von Reinsfeld. Bei der Direktwahl am 9. Juni 2024 war er als einziger Bewerber mit einem Stimmenanteil von 77,8 % für fünf Jahre gewählt worden.
Friskes Vorgänger Uwe Rossmann (SPD) hatte das Amt 2019 übernommen und kandidierte bei der Wahl 2024 nicht erneut. Zuvor war Rainer Spies (SPD) von 1999 bis 2019 Ortsbürgermeister von Reinsfeld gewesen.

### Wappen

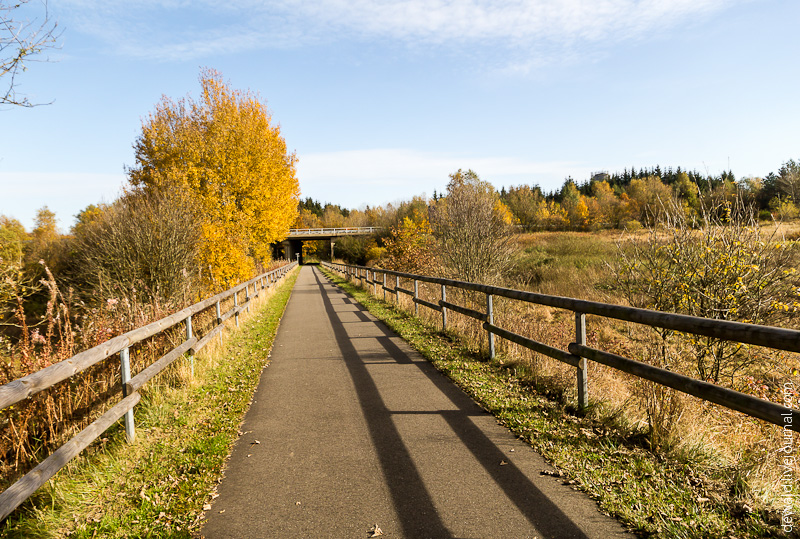
Ruwer-Hochwald-Radweg auf der ehemaligen Bahntrasse

| Wappen von Reinsfeld | Blasonierung: „Unter rotem Schildhaupt, darin balkenweise ein silberner Doppelhaken (Wolfsangel), in Silber ein roter Ölkrug mit spitzem Boden, belegt mit einem schwarzen (griechischen) Apfelkreuz.“                                                                                                   |
| Wappen von Reinsfeld | Wappenbegründung: Mit Reinsfeld verbunden war die Familie Schenk von Schmidtburg. Der silberne Doppelhaken entstammt dem Wappen des Bruno von Schmidtburg, das Ölfläschchen ist das Attribut des Kirchenpatrons Remigius. Die Schildfarben Rot und Silber sind auch die Farben des ehemaligen Erzstifts. |

## Verkehr und Wirtschaft
Reinsfeld hat Anbindungen zur Hunsrückhöhenstraße B407, zur Bundesautobahn 1 (mit den Autobahnraststätten „Hochwald West“ und „Hochwald Ost“) und zur Landesstraße 151.
Zu Reinsfeld gehören acht Windenergieanlagen des Windparks Hinzert-Pölert-Rascheid-Reinsfeld sowie weitere Biogas- und Photovoltaikanlagen. Darüber hinaus ist das Montagewerk eines Herstellers von Fensterbeschlägen (Siegenia-Aubi KG) ansässig.
Bei der Felsenmühle im Wadrilltal liegt der Premium-Wanderweg Traumschleife Frau Holle.
Der ehemalige Bahnhof Reinsfeld an der stillgelegten Hochwaldbahn liegt heute am Ruwer-Hochwald-Radweg. An der Gemarkungsgrenze zu Hinzert-Pölert und Rascheid lag der Bahnhof Pölert an der Hunsrückquerbahn.

## Natur

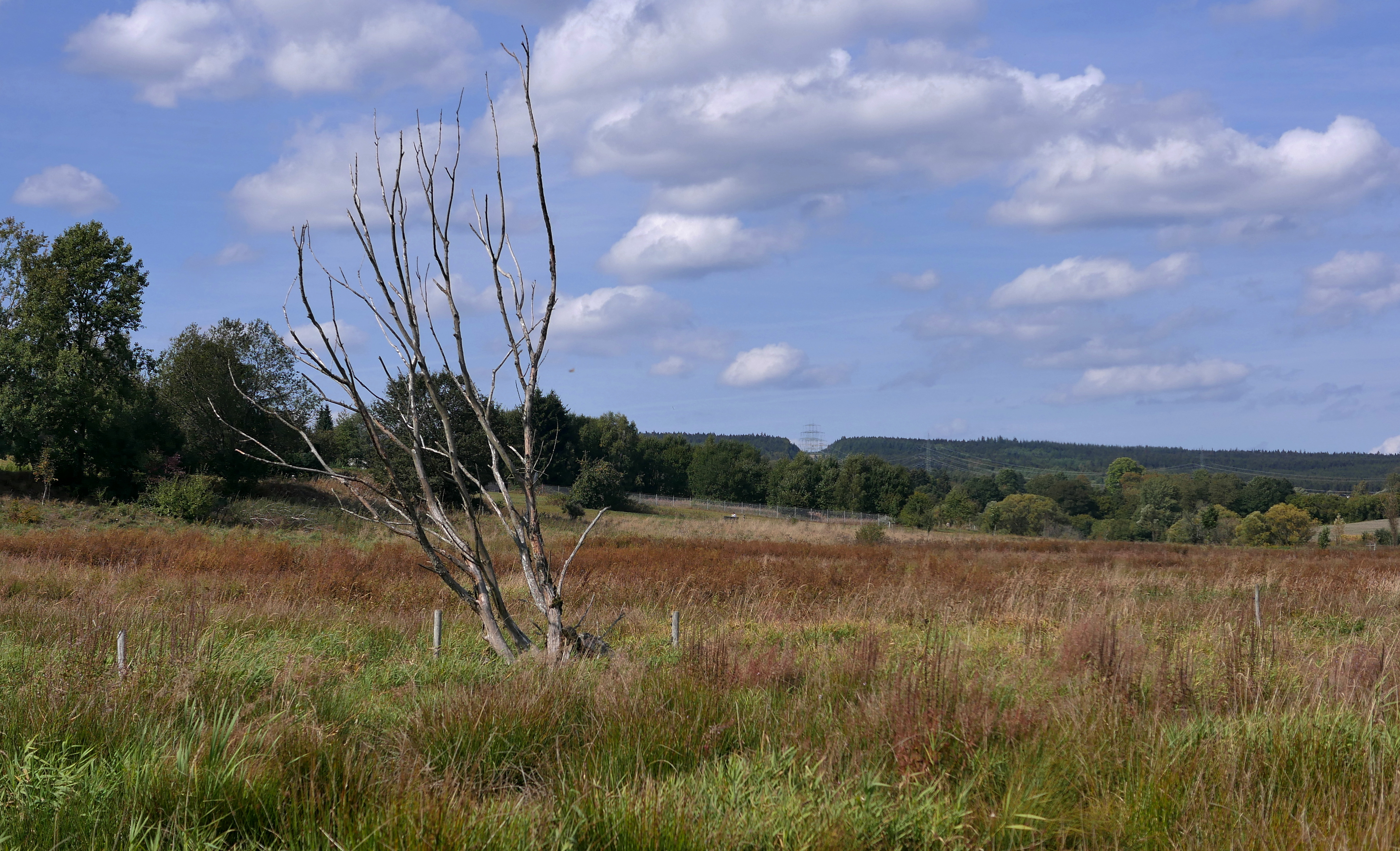
Naturschutzgebiet Osterbachtal

Auf der Gemarkung von Reinsfeld befinden sich zwei Naturschutzgebiete. Das Naturschutzgebiet Osterbachtal, das sich im Osten und Süden fast direkt an die Bebauung anschließt und das Naturschutzgebiet Wadrilltal zwischen Felsenmühle und Grimburg, dessen unterster und nördlichster Teil sich in der Gemarkung Reinsfeld befindet.